# Zaláta
Zaláta község Baranya vármegyében, a Sellyei járásban, Kemse és Sósvertike között.

## Fekvése
Az Ormánság egyik legdélebbi elhelyezkedésű települése, központja alig másfél kilométernyire fekszik északi irányban a Drávától és a magyar-horvát országhatártól. Közúton három irányból – északról, Kemse felől, keletről, Piskó felől, valamint nyugatról, Drávasztára irányából – is megközelíthető, negyedik magyarországi szomszédjával, Sósvertikével viszont csak földutak kötik össze.
A horvátországi települések közül légvonalban a Verőce-Drávamente megyében fekvő, közigazgatásilag Szagyolcához (Čađavica) tartozó Ilmin Dvor, valamint az Eszék-Baranya megyében fekvő Martinci Miholjački fekszik a legközelebb hozzá.

### Megközelítése
Közúton a legegyszerűbben Vajszlón keresztül érhető el, az 5823-as úton; Sellye és Piskó-Vejti felől az 5821-es úton közelíthető meg.
A falu határában, a Dráva töltésén húzódik az EuroVelo nemzetközi kerékpárút-hálózat 13. számú, „Vasfüggöny” útvonalának a horvát-magyar határ menti szakasza, amelynek 4. számú etapja érinti a települést.
A települést 1970. decemberéig vasúton is meg lehetett közelíteni. Ekkor szűnt meg a forgalom az 1895. december 22-én átadott 976. számú Sellye – Drávasztára-Zaláta – Slatina vasútvonalon.

## Vízrajza
A település egyetlen számottevő vízfolyása a Gürü-csatorna, ami a Sellyétől illetve Csányoszrótól délre fekvő területek vizeit gyűjti össze és vezeti le a Drávába.
A község területén található még az Adravica, vagy Zalátai Ó-Dráva nevű Dráva-holtág, amely a Drávára közel merőlegesen helyezkedik el 18 hektárnyi területen. A holtág erősen benövényesedett, feliszapolódása előrehaladott állapotban van; vegetációja fajgazdag, de a környező területek mezőgazdasági művelése, illetve a nem elegendő vízutánpótlás miatt veszélyeztetett.

## Története
Az 1332-ből származó írásos emlék Zalata, Zalate alakban írva említi a községet. Zaláta falu a Negol (Nygol) nemzetséghez tartozó Kőrösiek és a nemzetségi Kőrösmonostor birtoka volt. Egy 1332-es oklevél szerint a Kőrösiek itteni földjüket eladták Sztárai Pálnak, 60 M-ért. A falu és a hozzá tartozó Kápolna-puszta később a katolikus székes-káptalan birtoka volt. Az 1700-as években már iskolája is volt.
A világháború során harminchat zalátai halt hősi halált, de a későbbi kitelepítések nem érintették a falut. 1959-ben alakult meg a termelőszövetkezet, 1972-ben Vejti szövetkezetéhez csatolták, a falu tanácsát pedig 1977-ben egyesítették Vajszló tanácsával. 1991-től 2013-ig önálló önkormányzat, illetve körjegyzőség is működött, 2013-tól 2019-ig a Hiricsi Közös Önkormányzati Hivatal alá tartozó település volt. 2020-tól a Csányoszró Közös Önkormányzati Hivatal tagtelepülése.
1993 óta van falugondnoki szolgálat, és falubusz is segíti az itt élőket. Felújították az orvosi rendelőt, a járdákat és a temetői utakat. 1994-1998 között megépült a víztorony és a vízhálózat, az iskolaépület is ekkor kapott új vizesblokkot. 2006-ban bezárták az iskolát, az óvoda viszont tovább működik, harminc diák viszont kénytelen a vajszlói iskolába járni. Távlati tervekben szerepel az iskola újbóli megnyitása. Kevés a munkahely, a falu lakossága csökken.

## Közélete

### Polgármesterei
- 1990–1994: Szata János (független)[5]
- 1994–1998: Hekler Tibor (független)[6]
- 1998–2002: Hekler Tibor (független)[7]
- 2002–2006: Hekler Tibor (független)[8]
- 2006–2010: Hekler Tibor (független)[9]
- 2010–2014: Hekler Tibor (Fidesz-KDNP)[10]
- 2014–2019: Hekler Tibor (Fidesz-KDNP)[11]
- 2019–2024: Hekler Tibor (Fidesz-KDNP)[12]
- 2024– : Hekler Tibor (Fidesz-KDNP)[1]

## Népesség
A település népességének változása:
| Lakosok száma | 239  | 224  | 215  | 218  | 209  | 219  | 208  | 205  |
|               | 2013 | 2014 | 2015 | 2019 | 2021 | 2022 | 2023 | 2024 |

A 2011-es népszámlálás során a lakosok 90,3%-a magyarnak, 6,9% cigánynak, 0,8% horvátnak mondta magát (8,9% nem nyilatkozott; a kettős identitások miatt a végösszeg nagyobb lehet 100%-nál). A vallási megoszlás a következő volt: római katolikus 55,6%, református 27,4%, evangélikus 0,4%, görögkatolikus 0,4%, felekezeten kívüli 8,5% (7,7% nem nyilatkozott).
2022-ben a lakosság 91,8%-a vallotta magát magyarnak, 8,7% cigánynak, 1,8% németnek, 0,9% horvátnak, 0,5% románnak, 0,9% egyéb, nem hazai nemzetiségűnek (5,9% nem nyilatkozott; a kettős identitások miatt a végösszeg nagyobb lehet 100%-nál). Vallásuk szerint 52,1% volt római katolikus, 21% református, 0,5% evangélikus, 0,5% egyéb katolikus, 14,2% felekezeten kívüli (11,9% nem válaszolt).

## Nevezetességei
- Református templom (műemlék)
- Katolikus templom
- Favázas gabonatároló (műemlék)

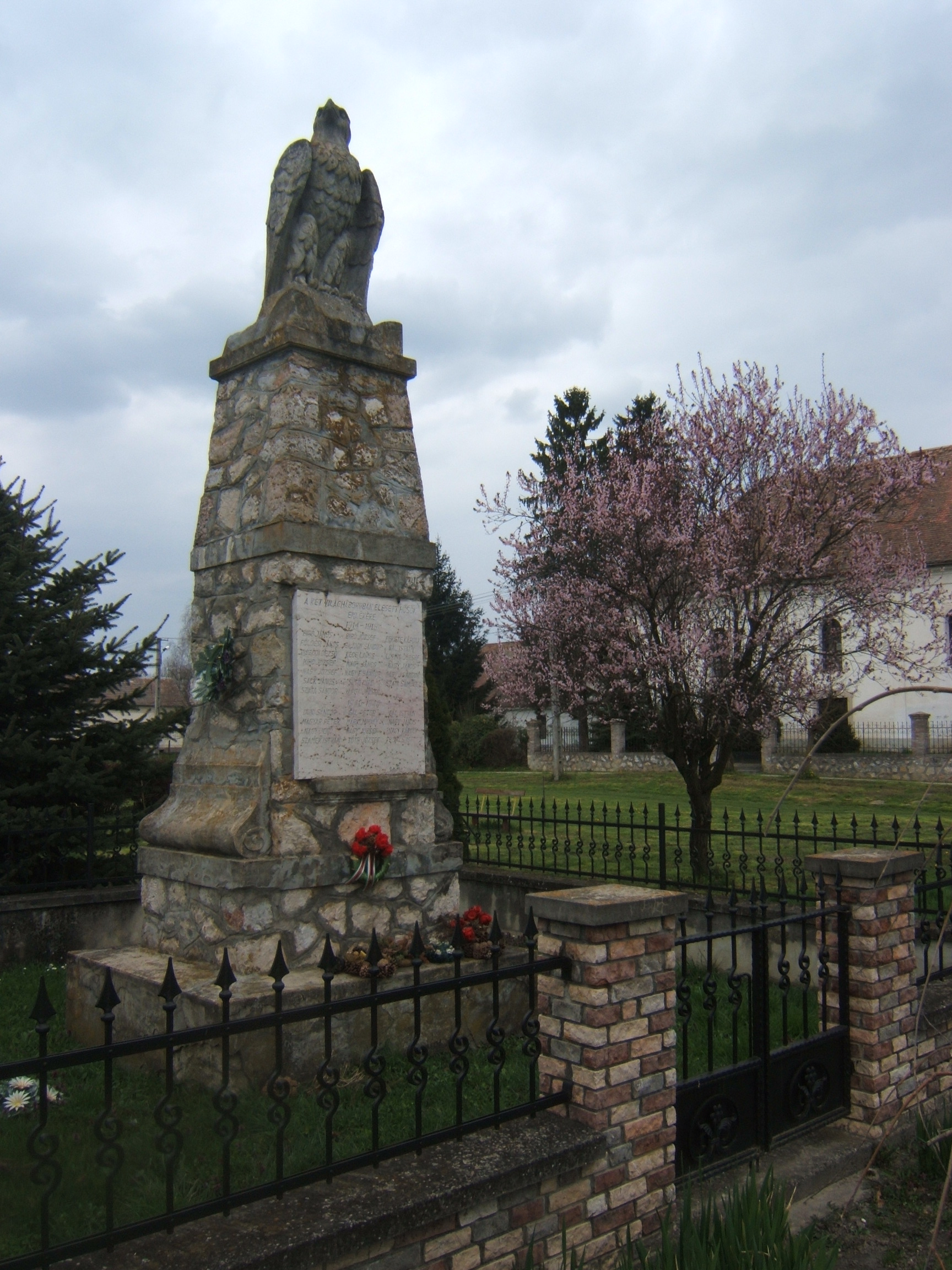
Háborús hősök emlékműve
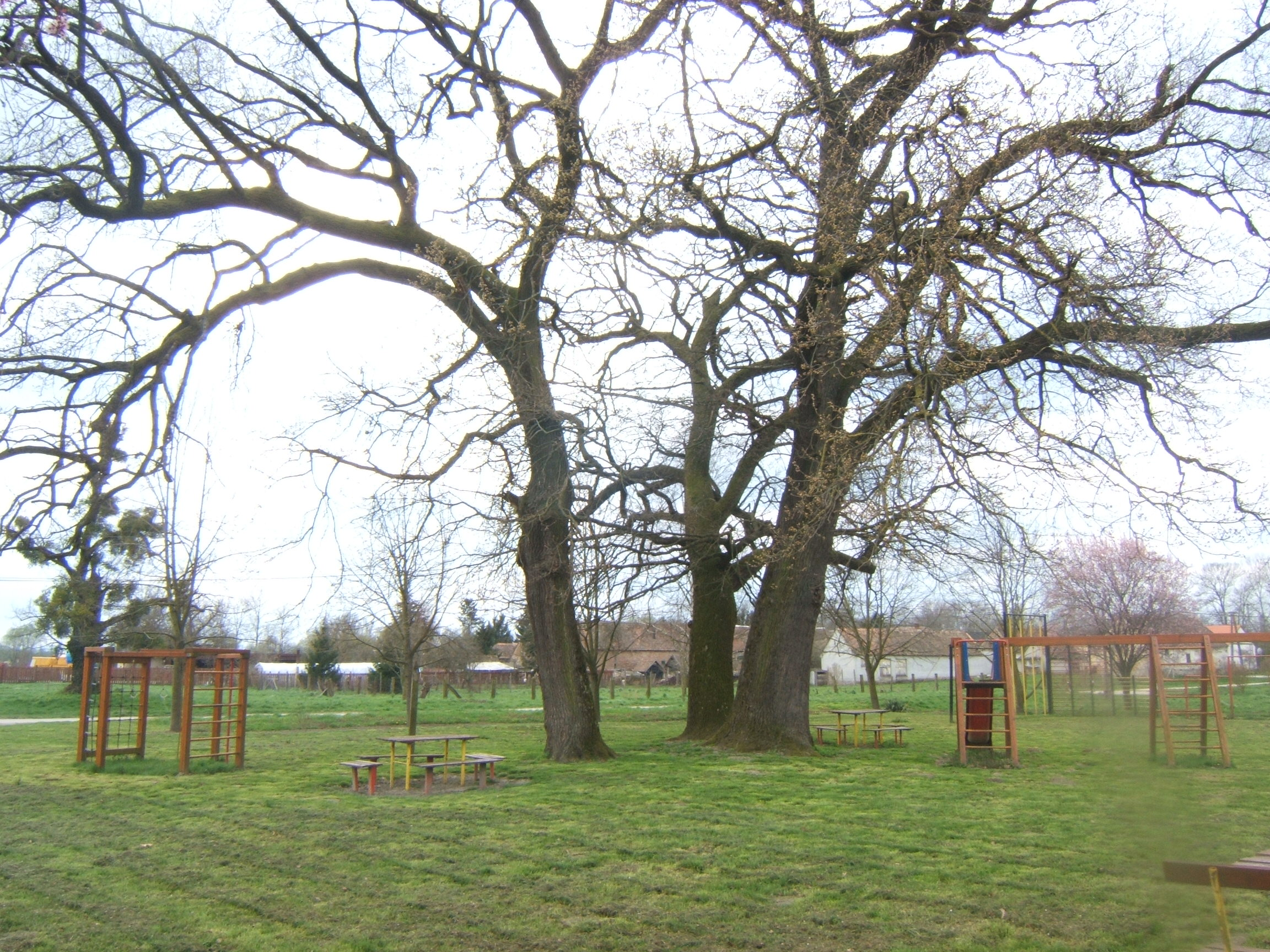
Erzsébet királyné emlékére ültetett fák

## Híres emberek, akik itt születtek
- Nagy Sándor pedagógus
- Ungvári Károly, festő, szobrász, grafikus